# Baryscapus galactopus
Baryscapus galactopus är en stekelart som först beskrevs av Julius Theodor Christian Ratzeburg 1844.  Baryscapus galactopus ingår i släktet Baryscapus och familjen finglanssteklar. Arten är reproducerande i Sverige. Inga underarter finns listade.